# Fredrik Jensen (Fußballspieler, 1985)
Fredrik Jensen (* 13. Juni 1985) ist ein schwedischer Fußballspieler. Der Stürmer, der für Trelleborgs FF im schwedischen Profifußball auflief, bestritt über hundert Spiele für den Klub in der Allsvenskan und der Superettan.

## Werdegang
Jensen begann mit dem Fußballspielen bei Löberöds IF. Später spielte er im Amateurbereich bei Höörs IS 2007 wechselte er zu Trelleborgs FF, verletzte sich aber im März des Jahres in der Saisonvorbereitung schwer. Nachdem sich die Verletzung als Kreuzbandriss herausgestellt hatte, verpasste er die komplette Spielzeit. Nach seiner Wiedergenesung gehörte er ab der Spielzeit 2008 zu den Stammkräften beim Klub. In seinem ersten Jahr in der ersten Liga war er fünfmal als Torschütze erfolgreich, in der folgenden Spielzeit gehörte er mit acht Saisontoren vereinsintern zu den treffsichersten Spielern. An der Seite von Kristian Haynes, Andreas Drugge und Mattias Thylander erreichte er den neunten Tabellenplatz. In der Spielzeit 2010 überraschte der Verein, als Tabellenfünfter verpasste er nur knapp die UEFA Europa League. Kurz nach Saisonende verlängerte Jensen seinen Vertrag bis Ende 2013. Die von Tom Prahl betreute Mannschaft konnte den Erfolg jedoch nicht bestätigen, trotz sieben Saisontoren von Jensen belegte sie am Ende der anschließenden Saison einen Abstiegsplatz. Auch in der Superettan verpasste die Mannschaft den Klassenerhalt, anschließend beendete er seine von Verletzungen überschattete Profikarriere.
Jensen lief in den folgenden Jahren im unterklassigen Amateurbereich für seinen Heimatklub Löberöds IF auf, mit dem er zwischen siebter und achter Spielklasse schwankte. Ab 2016 war er dabei als Spielertrainer tätig. 2018 wechselte er zum Siebtligisten Askeröds IF, beim vormaligen Erstligisten im Frauenfußball gehörte er zudem dem Trainerstab an. 